# Takchita
 (décembre 2020).
Si vous disposez d'ouvrages ou d'articles de référence ou si vous connaissez des sites web de qualité traitant du thème abordé ici, merci de compléter l'article en donnant les références utiles à sa vérifiabilité et en les liant à la section « Notes et références ».

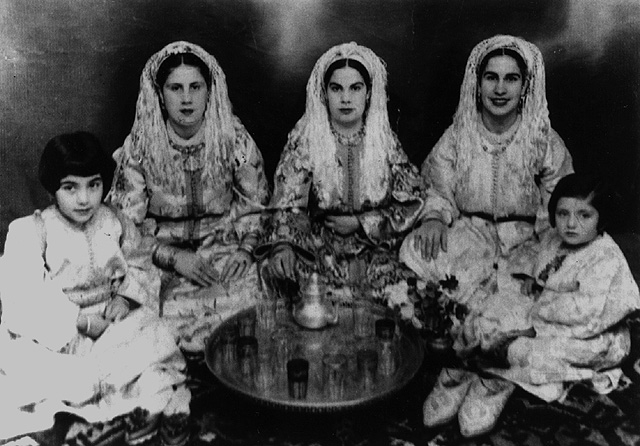
Femmes portant la takchita (1939).

La takchita est un mot marocain qui désigne une version du caftan marocain revisité par les stylistes marocains. Traditionnellement constituée de deux pièces portées l'une sur l'autre, elle peut en comporter jusqu'à cinq.

## Origines
La takchita est d’origine marocaine et est traditionnellement constituée de deux pièces : la tahtiya, qui est un caftan, et la fouqia ou dfina, qui est un caftan ouvert et souvent transparent. Fouqia et dfina sont des synonymes du mot original : mansouria. L'histoire veut que ce soit le sultan Ahmed al-Mansour (1578-1603) qui ait instauré la mode d'une tunique transparente portée par-dessus le caftan traditionnel.
Les tenues de takchita se distinguent par la qualité des tissus luxueux utilisés dans leur fabrication, leurs couleurs audacieuses et harmonieuses, ainsi que leur broderie parfois dense. Le design tient compte de l'élément de pudeur et d'élégance sans compromettre la beauté générale de la tenue, ajoutant souvent une touche de dignité et d'éclat.

## Composition
La takchita a permis au caftan de s'exporter dans le monde entier grâce à de nouvelles formes modernes inédites. Elle est composée de deux pièces minimum, elle peut en comporter jusqu'à cinq aujourd'hui : le jili, le serouel kandrisi, les sous-vêtements, le caftan et la fouqia, aussi appelée dafina car elle enserre le caftan. Il est courant de se débarrasser de la robe supérieure et de garder le reste, certaines femmes ont aussi l'habitude de le porter lorsqu'elles sortent.
La takchita est magnifiée par des ceintures de diverses formes originales et richement travaillées appelées mdamma et laaquad.
Les takchitas les plus portées sont celles comportant deux couches. La première couche est souvent simple et légère, moins travaillée que la seconde. La seconde couche est beaucoup plus travaillée, laissant voir les détails et l'ornement très travaillé et raffiné des perles et motifs cousus à la main. La fabrication d'une takchita à deux couches par une seule et même couturière peut prendre jusqu'à deux mois de travail.

## Différences avec lamansouria
Souvent confondue avec la mansouria, la takchita en diffère par le nombre de pièces et les coutures qu'elle comporte.